# Montánchez
Pour les articles homonymes, voir Montánchez (homonymie).
Montánchez est une commune de la province de Cáceres dans la communauté autonome d'Estrémadure en Espagne.